# Liste der chemischen Gesellschaften
Diese Liste enthält Wissenschaftsgesellschaften aus dem Bereich der Chemie.

## International
- International Isotope Society
- International Mass Spectrometry Foundation
- International Society of Heterocyclic Chemistry
- International Union of Biochemistry and Molecular Biology (IUBMB)
- International Union of Crystallography
- International Union of Pure and Applied Chemistry (IUPAC)
- World Association of Theoretical and Computational Chemists
- Chemical Heritage Foundation (CHF)
- Institution of Chemical Engineers (IChemE)
- Laboratory Robotics Interest Group
- Molecular Graphics & Modelling Society

## Deutschland
- Bunsen-Gesellschaft
- DECHEMA
- Deutsche Gesellschaft für Kristallographie
- Deutsche Gesellschaft für Massenspektrometrie
- Gesellschaft Deutscher Chemiker (GDCh)

## Europa
- European Association for Chemical and Molecular Sciences
- European Chemical Society (ECS)
- European Federation of Chemical Engineering (EFCE)
- European Young Chemists’ Network
- FECCIA (Féderation Européenne des Cadres de la Chimie et des Industries annexes)
- Federation of European Biochemical Societies
- Albanien: Society of Albanian Chemists
- Belgien: Belgian Society of Biochemistry and Molecular Biology
- Bulgarien: Bulgarian Chemical Society
- Dänemark: Danish Chemical Society
- Estland: Estonian Chemical Society
- Finnland: The Association of Finnish Chemical Societies
- Frankreich: Société Chimique de France (SCF)
- Griechenland: Association of Greek Chemists
- Großbritannien: Biochemical Society
- Großbritannien: Faraday Society
- Großbritannien: Royal Society of Chemistry (RSC)
- Großbritannien: Society of Chemical Industry (SCI)
- Großbritannien: Society of Chemical Manufacturers and Affiliates (SOCMA)
- Großbritannien: Society of Cosmetic Chemists
- Irland: Institute of Chemistry of Ireland
- Italien: Società Chimica Italiana
- Kroatien: Croatian Chemical Society
- Lettland: Latvian Chemical Society
- Litauen: Lithuanian Chemical Society
- Luxemburg: Association des Chimistes Luxembourgeois (ACHIL)
- Mazedonien: Society of Chemists and Technologists of Macedonia
- Niederlande: Royal Netherlands Chemical Society (KNCV)
- Norwegen: Norwegian Chemical Society
- Österreich: Gesellschaft Österreichischer Chemiker (GÖCh)
- Polen: Polish Chemical Society
- Portugal: Sociedade Portuguesa de Quimica (SPQ)
- Rumänien: Romanian Chemical Society
- Russland: Mendeleev Chemical Society
- Schweden: Swedish Chemical Society
- Schweiz: Schweizerische Chemische Gesellschaft (SCG)
- Serbien: Serbian Chemical Society
- Slowakei: Slovak Chemical Society
- Slowenien: Slovenian Chemical Society
- Spanien: Asociacion Nacional de Quimicos de Espana (ANQUE)
- Spanien: Real Sociedad Espanola de Quimica[1]
- Tschechien: Czech Chemical Society
- Türkei: Chemical Society of Turkey
- Ukraine: Ukrainian Chemical Society
- Ungarn: Hungarian Chemical Society
- Ungarn: Hungarian Institute of Chemistry
- Zypern: Pancyprian Union of Chemists

## USA
- American Association for Clinical Chemistry
- American Chemical Society
- American Crystallographic Association
- American Institute of Chemical Engineers (AIChE)
- American Institute of Chemists (AIC)
- American Oil Chemists’ Society
- American Society of Brewing Chemists
- American Society for Mass Spectrometry
- Chemical Abstracts Service (CAS)
- Council for Chemical Research
- The Electrochemical Society
- Iota Sigma Pi
- National Organization for the Professional Advancement of Black Chemists and Chemical Engineers

## Übrige Länder
- Äthiopien: Chemical Society of Ethiopia
- Argentinien: Argentina Chemical Society
- Australien: Royal Australian Chemical Institute (RACI)
- Bangladesh: Bangladesh Chemical Society
- Bolivien: Bolivian Chemical Society
- Brasilien Brazilian Chemical Association
- Brunei: Brunei Chemical Society
- Botswana: Chemical Society of Botswana
- Canada: Canadian Society for Chemical Technology (CSCT)
- Canada: Chemical Institute of Canada (CIC)
- China: Chinese Chemical Society (CCS)
- Hongkong: Hong Kong Chemical Society
- Indien: Indian Chemical Society
- Indonesien: Indonesian Polytech Network
- Irak: Iraqi Chemists Union
- Iran: Iranian Chemists Association
- Israel: Israel Chemical Society
- Japan: Chemical Society of Japan (CSJ)
- Japan: Japan Association for International Chemical Information
- Jordanien: Jordanian Chemical Society
- Korea: The Korean Chemical Society
- Kuweit: Kuwaiti Chemical Society
- Malawi: Malawi Chemical Society
- Malaysia: Institute Kimia Malaysia
- Mexiko: Mexican Chemical Society
- Mongolei: Mongolian Chemical Society
- Nepal: Nepal Chemical Society
- Neuseeland: New Zealand Institute of Chemistry (NZIC)
- Nigeria: Chemical Society of Nigeria
- Pakistan: Chemical Society of Pakistan
- Papua-Neuguinea: Papua New Guinea Institute of Chemistry
- Peru: Sociedade Quimica del Peru
- Philippinen: Integrated Chemists of the Philippines
- Sri Lanka: Institute of Chemistry, Ceylon (Sri Lanka)
- Süd-Pazifik: Chemical Society of the South Pacific
- Südafrika: South African Chemical Institute (SACI)
- Thailand: Chemical Society of Thailand
- Vietnam: Chemical Society of Vietnam